# Desorbcija
Z desorbcijo odstranjujemo manjše količine hlapnejših komponent iz tekoče zmesi, kjer so razredčene komponente. Za odstranjevanje služi nosilni medij, ki je lahko zrak, dušik, vodna para, vakuum...